# Teologia do processo
A Teologia do Processo (também conhecida como Teologia Neoclássica) é uma escola de pensamento influenciada pela filosofia do processo, de Alfred North Whitehead.

## Postulados
- Deus não é onipotente no sentido de ser coercivo e numa perspetiva de não poder fazer o mal ou pecar, por exemplo.
- A realidade não é feita de substâncias materiais, mas por eventos ordenados por uma série, que são experimentais na natureza.
- O universo é caracterizado pelo processo e mudança, carregado pelos agentes do livre-arbítrio. Auto-determinação caracteriza tudo, e não apenas seres humanos. Deus não pode forçar nada a acontecer, apenas exercer seu livre-arbítrio, possibilitando novas possibilidades.
- Deus contém o universo, mas não é idêntico a ele (panenteísmo).
- Por Deus conter o universo, este está em mudança, Deus muda, é afetado por aquilo que acontece no universo.
- Teísmo dipolar, a ideia de que um Deus perfeito não pode ser limitado por certas características.
- Em relação a vida após a morte, há divergências se as pessoas experimentam uma experiência subjetiva, ou uma experiência objetiva.

## Origem
As ideias originais da teologia do processo foram desenvolvidas por Charles Hartshorne e foram expandidas por John Cobb e David Ray Griffin. Posteriormente, influencia o teísmo aberto, adotado por teólogos como Gregory Boyd, Clark Pinnock e Ricardo Gondim. Devido ao fato de ter mais seguidores entres os arminianos, críticos calvinistas acusam-no de ser "descendente" do arminianismo, já que a teologia do processo foi rejeitada pela maioria dos evangélicos e protestantes por impor limitações a Deus.
Posteriormente, a teologia do processo influenciou teólogos judeus como Samuel Alexander, e rabinos como Max Kaddushin, Milton Steinberg, Levi A. Olan, Harry Slominsky e, num grau menor, Abraham Joshua Heschel. Alguns rabinos que advogam de alguma forma esta teologia são William E. Kaufman, Harold Kushner, Anton Laytner, Gilbert S. Rosenthal, Lawrence Troster e Nahum Ward.